# Làm vợ thời nay
Mia 2018 (tạm dịch: Làm vợ thời nay, Kiêu hãnh và định kiến, tên tiếng Thái: เมีย 2018 รักเลือกได้) là bộ phim truyền hình Thái Lan năm 2018. Bộ phim đánh dấu sự tái hợp của Namthip Jongrachatawiboon và Nawat Kulrattanarak sau 8 năm kể từ phim Buang Ruk Kamathep. Trước đó cả hai cũng từng đóng chung với nhau trong Trận chiến của những thiên thần, Khát vọng giàu sang, Dòng máu phượng hoàng.
Cô vợ sắc sảo 2018 được mua bản quyền từ bộ phim Đài Loan "Người vợ sắc sảo" do Tuỳ Đường và Ôn Thăng Hào đóng chính. Ban đầu đài One31 đặt tên cho phim là Cuộc chiến tình yêu, sau đổi thành Cô vợ sắc sảo 2018.
Bộ phim đạt rating cao nhất đài One trong năm 2018 với tập cuối 6.4. Bộ phim còn đứng thứ hai trong top 10 bộ phim Thái Lan được tìm kiếm nhiều nhất trên Google Thái Lan năm 2018 (chỉ sau Ngược dòng thời gian để yêu anh). Thành công của phim đã giúp cái tên Film Thanapat Kawila trở thành một trong những nam diễn viên được săn đón nhất hiện nay.
Bộ phim tiếp tục thực hiện phần 2 (ngoại truyện) với tên Aruna 2019 - với độ dài 6 tập từ ngày 12/05/2019.

## Nội dung
Phim xoay quanh câu chuyện vợ chồng của Aruna (Bee Namthip) và Thada (Pong Nawat). Sau khi kết hôn, Aruna đã chấp nhận từ bỏ công việc văn phòng để ở nhà chăm sóc cho Tada và cô con gái nhỏ Nuda. Rồi trái ngang xảy đến khi em họ của Aruna là Ganya xin chuyển tới sống cùng. Đó là tác nhân làm nảy sinh mối quan hệ bất chính giữa Ganya và Thada. Tuy nhiên, lúc đó duyên số đã khiến Aruna gặp được Wasin, một chàng CEO trẻ tuổi. Wasin cố gắng thuyết phục Aruna từ bỏ cuộc sống nội trợ để quay lại với công việc. Wasin làm mọi cách để Aruna đổi ý. Tuy nhiên, anh đặt ra một điều kiện là Aruna phải ly hôn trước khi tới công ty anh làm. Liệu câu chuyện sẽ đi về đâu? Aruna sẽ chọn tha thứ cho người chồng phản bội hay bắt đầu một cuộc sống mới với chàng CEO điển trai?

## Diễn viên
- Namthip Jongrachatawiboon vai Aruna Wanapaeri
- Nawat Kulrattanarak vai Thada Sarich
- Marie Broenner vai Ganya - em họ Aruna
- Thanapat Kawila vai Wasin Sinsriritechin
- Puntakarn Thongjure vai Suchart - sếp Thada
- Phitchanat Sakhakon vai Munin - bạn gái cũ Tada
- Wattana Gamtornthip vai Chatchai - chồng Tairee
- Chanokwanun Rakcheep vai Tairee - vợ Chatchai, em gái Thada
- Paweena Charivsakul vai Arunee Wanapaeri - mẹ Aruna
- Natha Lloyd vai Susimon Sinsriritechin - mẹ Wasin
- Rungrada Runglikitjarearn vai Nuda - con Aruna & Tada
- Mayurin Pongpudpunth vai Nicha
- Janistar Phomphadungcheep vai Ploysai (xuất hiện tập 20, 21)
- Narin Phuwancharoen vai sếp mới Thada ở Rangyong
- Peter Tuinstra vai bồ mới Ganya (xuất hiện tập 27)
- Darin Hansen vai vợ của bồ mới Ganya (xuất hiện tập 27)
- Pornsroung Rouyruen (xuất hiện tập 27)
- Nattaya Tongsen (xuất hiện tập 27)
- Lily McGrath vai MC Once in a Lifetime (xuất hiện tập 28)
- Karntong Toongngern
- Dok-or Toongtong

### Phần Aruna 2019 (ngoại truyện)
- Namthip Jongrachatawiboon vai Aruna Wanapaeri
- Chanokwanun Rakcheep vai Tairee
- Rasee Wacharapolmek vai Luật sư Wipha (nhân vật phim Barb Ruk (Tình yêu lầm lỗi))
- Thanapat Kawila vai Wasin Sinsriritechin
- Rungrada Runglikitjarearn vai Nuda
- Wattana Gamtornthip vai Chatchai
- Utt Panichkul vai Yang
- Nattapat Nimjirawat vai August (con riêng Yang)
- Chomchai Chatwilai vai A-ma (mẹ Yang, bà nội August)
- Warapun Nguitragool vai Yupin (quản gia nhà Yang)
- Natha Lloyd vai Susimon Sinsriritechin (mẹ Wasin)
- Kulthira Yodchang vai Minnie (bạn August)
- Kittipat Chalarak vai MC Talk Show

## Ca khúc nhạc phim
- ในฤดูที่ต่างไป / Nai Reudoo Tee Dtahng Bpai - Pavida Moriggi (nhạc phim chính)
- ไม่มีเธอ ไม่ตาย / Mai Mee Tur Mai Dtai - Gam Wichayanee ft. Twopee (một số tập)
- สิ่งที่เป็นของฉันก็คือของฉัน / Sing Tee Bpen Kaung Chun Gor Keu Kaung Chun - Grand Punwarot "The Star" (ep 3)
- ความเจ็บปวด / Kwahm Jep Bpuat - Palmy (ep 4)
- กินข้าวยัง? / Gin Kao Yung - Sukrit Wisedkaew (ep 16)
- ระหว่างที่รอเขา / Rawahng Tee Ror Kao -  Pop Pongkool ft. Thee Chaiyadej (một số tập từ ep 17)
- ชีวิตยังคงสวยงาม / Cheewit Yung Kong Suay Ngahm - Bodyslam (ep 17)
- วิชาตัวเบา / Wicha Dtua Bao - Bodyslam (ep 19, 27)
- รักแท้ ดูแลไม่ได้ / Ruk Tae Doo Lae Mai Dai – Potato (ep 19)
- ความเงียบดังที่สุด / Kwahm Ngiap Dung Tee Soot (The Loudest Silence) / Sự im lặng lớn nhất - Getsunova (ep 21, 27)
- ลมเปลี่ยนทิศ / Lom Plian Tit - Big Ass (ep 23)
- ไม่เคย  / Mai Koie (Never) - 25 Hours (ep 24)
- ช่วงที่ดีที่สุด / Chuang Tee Dee Tee Soot - BoydPod (ep 25)
- ทำอะไรสักอย่าง / Tum Arai Suk Yahng - Pang Nakarin (ep 25)
- ไกลแค่ไหน คือ ใกล้ / Glai Kae Nai Keu Glai - Getsunova (ep 25, 26)
- แพ้ทาง / Pae Tang / Điểm yếu của anh - LABANOON (ep 25)
- เขียนไว้ข้างเตียง / Khian Wai Khang Tiang - PARADOX (ep 26)
- แฟนจ๋า / Fen Ja - Thongchai McIntyre (ep 27)
- จะได้ไม่ลืมกัน / Ja Dai Mai Leum Gun - Thongchai McIntyre (ep 27)
- ลาก่อน / Lah Gaun - Asanee–Wasan (ep 27)
- มีแต่คิดถึง / Mee Dtae Kit Teung - Thongchai McIntyre (ep 28)
- เธอทำให้ได้รู้ / Tur Tum Hai Dai Roo - Potato (ep 28)
- เธอ / Tur - Cocktail (ep 28)
- First Lady - Peck Palitchoke (ep 28)
- ขออนุญาต..ห่วงใย / Kor Anooyaht Huang Yai - Dome Jaruwat
- ปรุง / Proong (Cook) (Aruna 2019) – Gam Wichayanee
- สิ่งที่ตามหา / Sing Tee Dtahm Hah - Getsunova (ep 6 - Aruna 2019)

## Rating
- Tập 1: 1.36
- Tập 2: 1.01
- Tập 3: 1.45
- Tập 4: 1.02
- Tập 5: 1.08
- Tập 6: 1.44
- Tập 7: 1.31
- Tập 8: 1.43
- Tập 9: 1.63
- Tập 10: 1.66
- Tập 11: 1.45
- Tập 12: 1.86
- Tập 13: 2.10
- Tập 14: 1.94
- Tập 15: 3.42
- Tập 16: 3.53
- Tập 17: 3.95
- Tập 18: 3.88
- Tâp 19: 4.15
- Tập 20: 4.76
- Tập 21: 4.21
- Tập 22: 4.34
- Tập 23: 4.00
- Tập 24: 4.76
- Tập 25: 4.86
- Tập 26: 5.87
- Tập 27: 5.43
- Tập 28: 6.42

Trung bình: 3.01 (Rating cao thứ nhì, Tập cuối cao nhất đài One 2018)